# Кендра Вілкінсон
Ке́ндра Лі Ві́лкінсон (англ. Kendra Leigh Wilkinson; нар. 12 червня 1985, Сан-Дієго, Каліфорнія, США) — американська телезірка і фотомодель. Вона добре відома за телевізійним реаліті-шоу The Girls Next Door, в якому брала участь як одна з трьох подруг Г'ю Гефнера.

## Біографія
Народилася 12 червня 1985 в Сан-Дієго, Каліфорнія, у неї англійське, українське та ірландське коріння. У ще є молодший брат, Колін. Її мати, Петті, родом з Черрі-Гілл, Нью-Джерсі, і була черлідером у Філадельфія Іглс. Її батько, Ерік, був родом з Брін-Мар, Пенсільванії. Вони одружились 5 листопада 1983 року, а 25 березня 1994 року, коли Кендрі було вісім років, вони розлучилися. Кендра навчалась в Клермонтській середній школі, яку закінчила у 2003 році. Протягом шести років вона грала в софтбол за Clairemont Bobby Sox. Після закінчення школи стала працювати фотомоделлю, а також деякий час працювала асистентом дантиста.

## Кар'єра
У квітні 2004 року Кендра познайомилася з Г'ю Гефнером і незадовго переїхала в Playboy Mansion, де разом з Холлі Медісон і Бріджет Марквардт стала учасницею реаліті-шоу The Girls Next Door.
У 2006 році вона знялась в спеціальному випуску Playboy Sexy 100.
У 2009 році, після зустрічі зі своїм майбутнім чоловіком, Хенком Баскеттом вона виїхала з Playboy Mansion і запустила своє власне реаліті-шоу Кендра.

## Шлюб
27 червня 2009 року Кендра Вілкінсон і Хенк Баскетт одружились. Церемонія відбулась в Playboy Mansion. Us Weekly заплатив парі 120 000$ за весільні фотографії.
11 грудня 2009 року Кендра народила хлопчика, якого назвали Хенк Баскетт IV.

## Фільмографія
| Кіно | Кіно                | Кіно      | Кіно     |
| Рік  | Фільм               | Роль      | Примітки |
| ---- | ------------------- | --------- | -------- |
| 2006 | Дуже страшне кіно 4 | Блондинка |          |